# Ammophilomima pimolae
Ammophilomima pimolae är en tvåvingeart som beskrevs av Martin 1974. Ammophilomima pimolae ingår i släktet Ammophilomima och familjen rovflugor.
Artens utbredningsområde är Thailand. Inga underarter finns listade i Catalogue of Life.